# Arbejdskraftbesparende teknologi
Arbejdskraftbesparende teknologi er teknologier der indeholder optimeringsgevinster i forhold til mængden eller forbruget af arbejdskraft forbundet med at producere eller levere en specifik serviceydelse eller produkt. Arbejdskraftbesparende teknologier er primært anvendt som begreb i forhold til de serviceleverancer og produkter som skabes af det offentlige. Her anvendes termen dog bredt og kan bruges om alle former for teknologier som giver en optimerings- eller rationaliseringsgevinst i forhold til alle dele af ydelser eller arbejdsprocesser i det offentlige.
Teknologisk set står arbejdskraftbesparende teknologier således på en meget bred vifte af teknologiretninger og grene, da det indeholder alle former på teknologier med potentiale for arbejdskraftbesparelse. Rationaliseringsperspektivet giver rum til en stor del af automatiserings- og digitaliseringsteknologier, men også materialeteknologier, bygge- og anlægsteknologier, procesoptimeringsteknologier, designoptimeringsteknologier med mere er dækket af begrebet.
Til forskel fra det beslægtede begreb, velfærdsteknologi, omhandler arbejdskraftbesparende teknologier i tillæg til ovenstående, ikke alene teknologier til de offentlige velfærdsområder, men kan anvendes om alle arbejdsprocesser og ydelser. Det kan være alt fra optimering af administrative sagsgange, digitaliseret borgerservice, IT systemer til styring, kontrol og dokumentation af medarbejderrutiner, nye redskaber og metoder til undervisning eller uddannelse over offentlige toiletter med selvrensende overflader, nye tilgange og teknikker til offentlige anlægsopgaver og bygningsdrift, nye teknikker til produktion og vedligeholdelse af offentligt inventar og helt over i rationalisering af arbejdskraftforbruget forbundet med implementeringen af eksempelvis nye våbenplatforme i forsvaret, kommunikationsteknologier til politi og beredskab, automatiseret parkeringskontrol eller billettering, automatisk fartkontrol mm. Kort sagt hele mængden af offentlige ydelser og altså ikke alene opgaver som er velfærdsorienterede. 
Begrebet arbejdskraftbesparende teknologi har opnået udbredelse siden vedtagelsen af Finansloven for 2008 og anvendes som paraplybegreb for alle de teknologier der søges bragt i anvendelse i den offentlige sektor i forhold til at sikre effekter omkring frisættelse af medarbejderressourcer . ABT-fondes virke er et centralt element i begrebets udbredelse .